# كيكي سوكيزاني

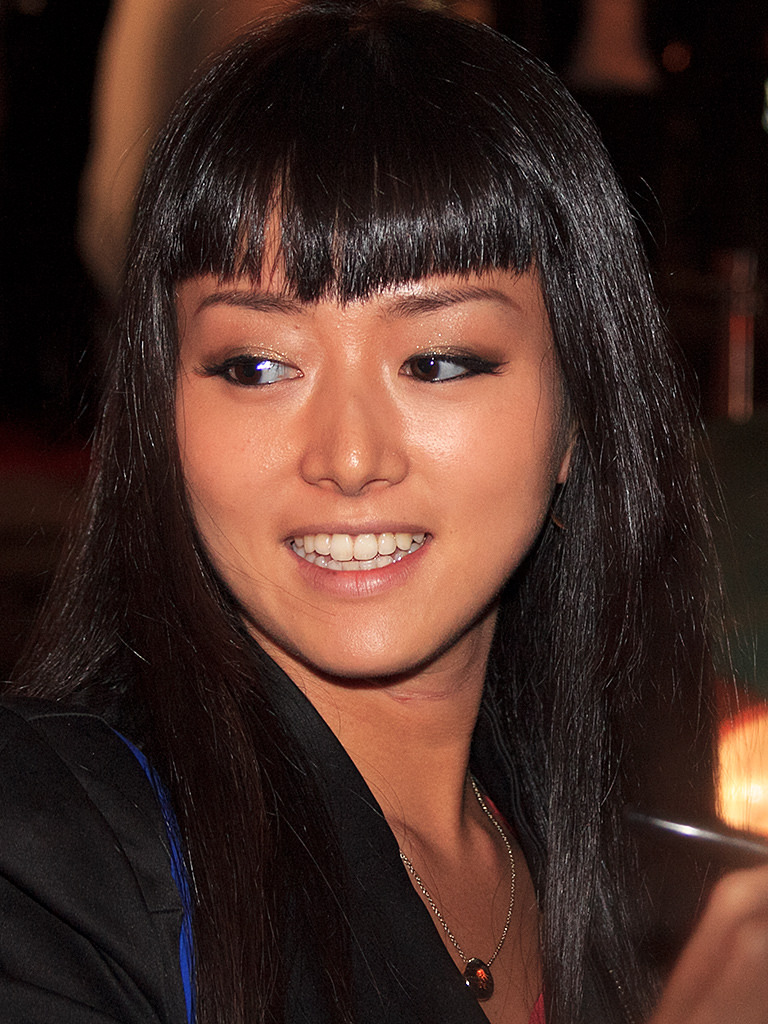
كيكي سوكيزاني في 2015

كيكي سوكيزاني (باليابانية: 祐真 キキ) ولدت في 5 أبريل 1989، ممثلة يابانية من كيوتو، لعبت دور ميكو اوتومو في مسلسل Heroes Reborn.

## السيرة الذاتية
كيكي سوكيزاني ولدت في كيوتو في عائلة تعود أصولها لساموراي. تعيش حالياً في لوس أنجلوس.

## السيرة السينمائية
- وفاة يانكي 2 (2012)
- وفاة يانكي 3 (2013)
- الضفدع ننوس (2013)
- The Yokai King (مسلسل تلفزيوني , 2013-2014) نوكو
- Heroes Reborn ( مسلسل تلفزيوني ,2015–2016) ميكو أوتومو/ فتاة الكاتانا
- وست وورلد (مسلسل) 2018 - بدور ساكورا
- Lost in Space (مسلسل تلفزيوني 2018) بدور أيكو واتانابي

## روابط خارجية
- كيكي سوكيزاني على موقع IMDb (الإنجليزية)
- كيكي سوكيزاني على موقع روتن توميتوز (الإنجليزية)
- كيكي سوكيزاني على موقع ألو سيني (الفرنسية)
- كيكي سوكيزاني على موقع قاعدة بيانات الفيلم (الإنجليزية)

- الموقع الرسمي
- كيكي سوكيزاني في قاعدة بيانات الأفلام على الإنترنت.